# ルドルフ・ヴィークマン
ルドルフ・ヴィークマン（Heinrich Ernst Gottfried Rudolf Wiegmann、1804年4月17日 - 1865年4月17日）はドイツの画家、建築家、美術史家である。画家としては「街景画」（イタリア語で"veduta"と呼ぶ絵画のジャンル）で知られる。デュッセルドルフ美術アカデミーの教授を長く務めた。

## 略歴
ニーダーザクセン州のノルドシュテンメン(Nordstemmen)で軍人の息子に生まれた。ワーテルローの戦いで父親が戦死した後、ハノーファーに移った。ハノーファーの高校で建築や数学を学び、建築家になったアンドレーエ（August Heinrich Andreae:1804-1846)と友人になり、アンドレーエとともにゲッティンゲン大学に進み、歴史や自然科学、考古学を学び、ギリシャ神話の研究者、ミューラー(Karl Otfried Müller)の講義に興味を持った。
ダルムシュタットで建築家のモラー(Georg Moller)のもとで、美術史の研究を行ない、ローマでの研究をモラーに勧められた。1828年からドイツ考古学研究所(Deutsches Archäologisches Institut)の調査隊に加わり、ポンペイの壁画の調査をした。1832年までイタリアに留まり、ローマのドイツ人芸術家のサークルの一員であった。
ハノーファーに戻った後は、ハノーファーの街の「街景画」を描き、1835年に版画集を出版した。
1836年にデュッセルドルフに移った。ポンペイでの研究に基く著書を出版し、建築家のレオ・フォン・クレンツェと論争をした。1836年からデュッセルドルフ美術アカデミーで教え始め、1839年に建築図学の教授となり、1846年からは校長のフリードリッヒ・ヴィルヘルム・シャドウの元で、学芸主任も務めた。
1857年にイギリスの王立建築家協会(Royal Institute of British Architects)の準会員に選ばれた。

## 作品

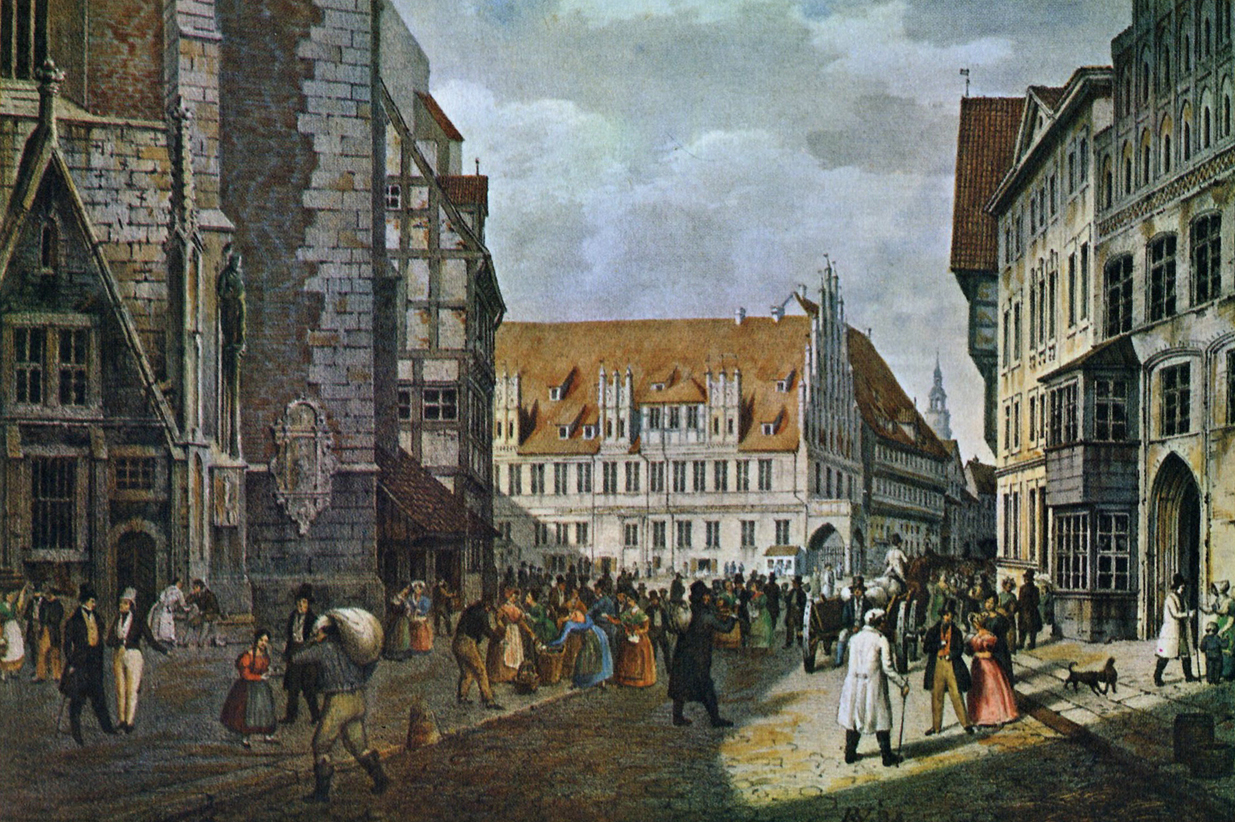
「ハノーファーの市場街」（版画:1834）
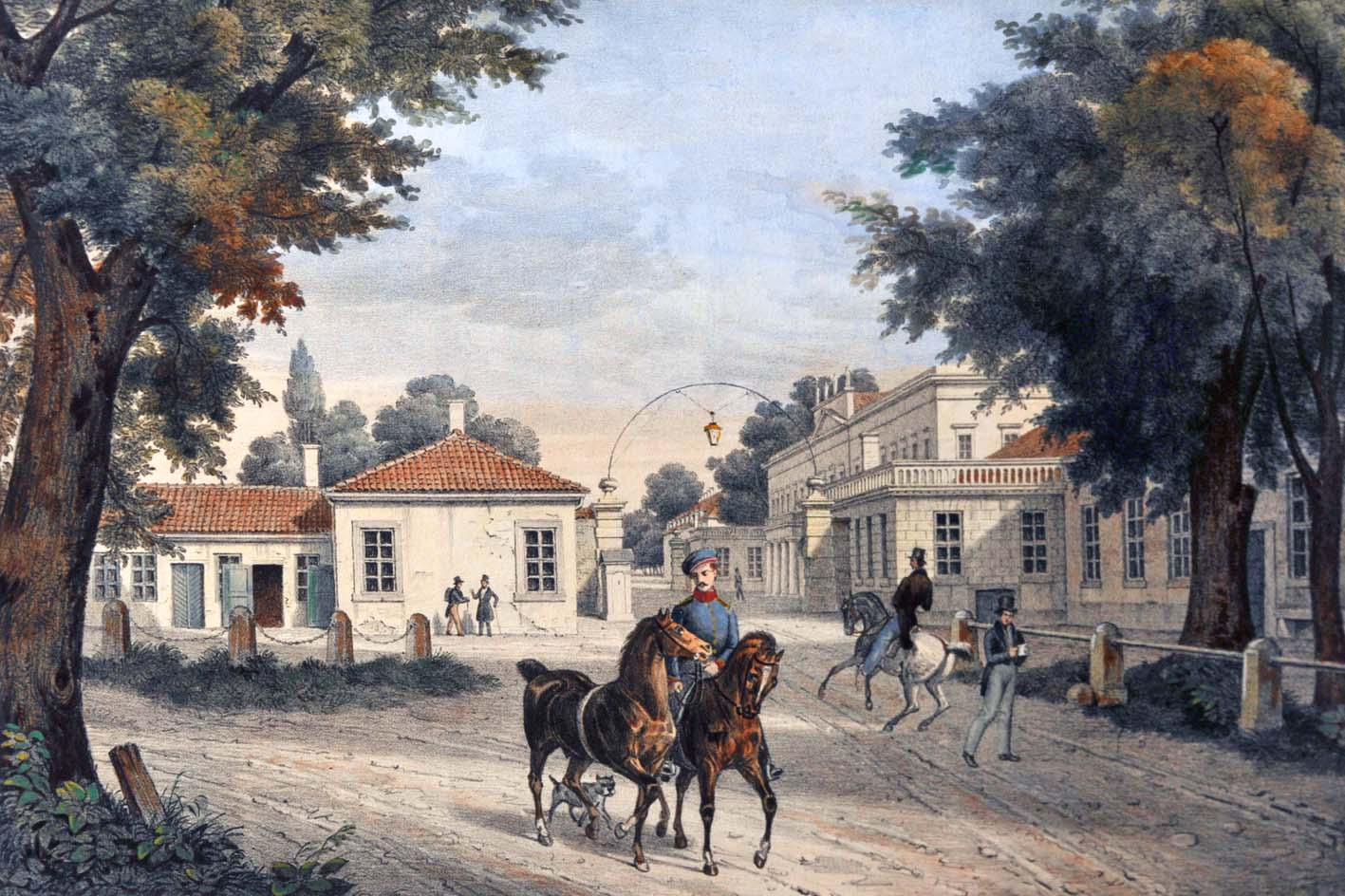
ヘレンハウゼン城
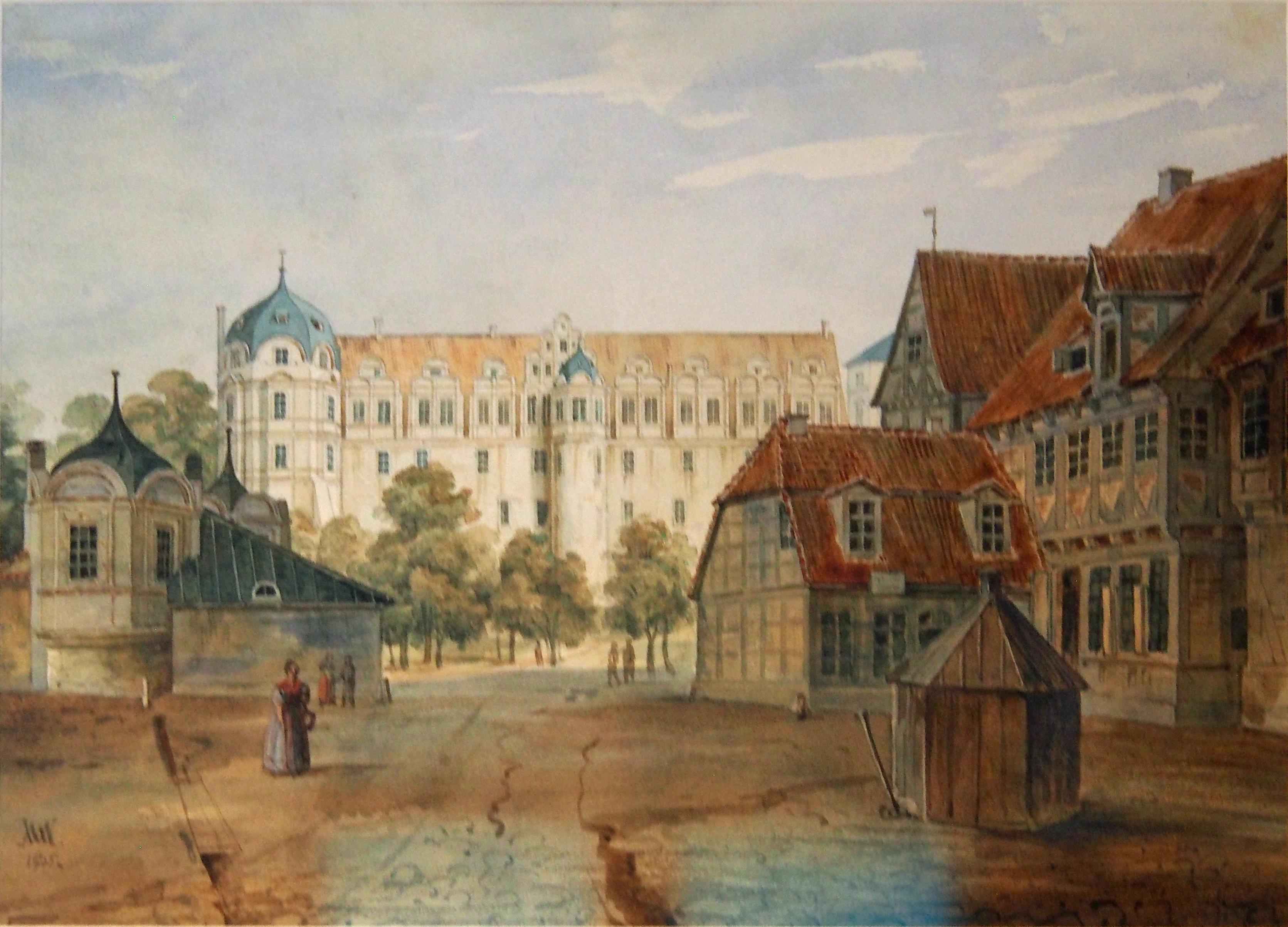
ツェレ城

## ヴィークマンの教えた学生
- ローレンツ・クラーゼン (1812-1899)
- ジョージ・ヘンリー・ホール (1825-1913)
- オスヴァルト・アッヒェンバッハ (1827-1905)
- ゲオルク・ブライプトロイ (1828–1892)
- ヴィルヘルム・ゾーン (1829-1899)
- ジョン・ロビンソン・テート (1834-1909)